# Merész András
Merész András (Budapest, 1963. április 11. –) magyar vízilabdázó, mesteredző. Édesanyja, Ördög Éva, a magyar női vízilabdázás egyik megalapítója.
A KSI-ben kezdett vízilabdázni, kapus poszton. Nevelőedzői Sík László, Felkai László, Juhász Károly, Kőnigh György, Martin György, Császár György voltak. 1979-ben mutatkozott be a felnőtt mezőnyben, a KSI OB II-es csapatában. Az első osztályban 1982-ben szerepelt először a Tungsram színeiben. Később a Honvéd játékosa is volt. Egy közlekedési baleset félbeszakította első osztályú játékos karrierjét. 
Edzőként kezdetben női és utánpótlás csapatoknál tevékenykedett. 1982-ben edzőként részt vett az első magyar női vízilabda-mérkőzésen. Ezt követően a Tungsram SC-nél, majd a annak utódjánál a Kordaxnál foglalkozott a felnőtt csapattal. 1995-től 1997-ig a Szolnok trénere volt. 1997 és 2001 között a KSI ifi, felnőtt OB I-es csapatainak, majd gyermek korosztályok edzéseit irányította.
1995 és 1999 között Kemény Ferenc mellett férfi ifjúsági és junior válogatottak másodedzője volt.
1999-2001 között a női felnőtt válogatott másodedzője volt Dr Tóth Gyula mellett. 2001-ben kinevezték a magyar férfi utánpótlás válogatottak kapitányának. Ebben az évben a junior vb-n harmadik lett a csapata. 2003-ban az ifjúsági Európa-bajnokságon a válogatott második volt Merész irányításával. 2004-ben a junior válogatottal volt harmadik az Eb-n. 2005-től a női utánpótlás válogatottat irányította. 2006-ban a világbajnokságon szerzett a csapata bronzérmet. 2008-ban az ifjúsági Eb-n ezüstérmesek voltak. A következő évben a junior vb-n lett negyedik a válogatottal.
2010-ben kinevezték a felnőtt női válogatott kapitányának. Irányításával a csapat világbajnoki 9., Európa-bajnoki harmadik és olimpiai negyedik lett. Az ifjúsági női válogatottal 2012 decemberében második lett a világbajnokságon. Ugyanebben a hónapban négy évvel, 2016-ig meghosszabbították a szövetségi kapitányi kinevezését.
Vezetése alatt a felnőtt válogatott a 2013-as női vízilabda-világligán negyedik helyezett, a világbajnokságon bronzérmes volt. 2014-ben a TF vízilabda-szakedzői képzésének vezetője lett. Ebben az évben a válogatottat bronzéremig vezette az Európa-bajnokságon.
A 2015-ös női vízilabda-világbajnokságon kilencedik helyen végzett a válogatott. A torna végén felajánlotta a lemondását. A Magyar Vízilabda-szövetség 2015 szeptemberétől új kapitányt nevezett ki.
Ezt követően az Új-zélandi Hutt Waterpolo Clubnálnál tevékenykedett. 2016 nyarától a Kecskeméti Sportiskolához szerződött. A következő szezontól a Bp. Honvéd utánpótlásánál dolgozott. 2017 októberében kinevezték a Magyar Vízilabda-szövetség sportszakmai igazgatójának.
2018 májusában a Honvéd vezetőedzőjének nevezték ki. 2020-tól ugyanott szakmai igazgató lett.
Többek között Regős Áron, Paján Viktor, Szivós Márton, Bátori Bence, Vámos Márton nevelőedzője volt.
Klub csapataival 1984 és 2015 között 2 női OB I , 2 fiú serdülő, 3 fiú ifi bajnoki címet szerzett. 
Válogatott csapataival férfi vonalon 2 x ifi EB ezüst-, 1 x Junior EB bronz-, 1 x Junior VB bronz- és 1 x Junior VB ezüstérmet nyert.
Női utánpótlás válogatottjai a vezetésével 1 x AYOF I., 1 x Ifi EB III., 3 x Ifi EB II, 1 x Junior EB III, 2 x Junior EB II, 1 x Junior VB III, 2 x Junior VB II helyezéseket értek el.
A női felnőtt válogatott Olimpiai 4., Világbajnoki 3. és kétszeres Európabajnoki 3. helyezést ért el a vezetésével.

## Díjai, elismerései
- Kiváló Nevelő Munkáért (1995, 1996)
- Mesteredzői cím (2006)